# Radyně (Švihovská vrchovina)
Radyně je kopec (567 m n. m.)  v západních Čechách, který leží na území Starého Plzence v okrese Plzeň-město. Na jeho vrcholku stojí zřícenina stejnojmenného hradu, založeného Karlem IV.

## Charakteristika
Vrch o nadmořské výšce 567 metrů spadá geomorfologicky do celku Švihovská vrchovina, podcelku Radyňská pahorkatina, okrsku Štěnovická vrchovina, podokrsku Čižická vrchovina a do její Radyňské části.